# علياء فريد
علياء فريد (من مواليد 1985) هي فنانة بصرية كويتية-بورتوريكية. حصلت على شهادة البكالوريوس في الفنون الجميلة من مدرسة الفنون التشكيلية في بورتو ريكو، ودرجة الماجستير في العلوم في الدراسات البصرية من برنامج الفنون البصرية في معهد ماساتشوستس للتقنية في كامبريدج، ماساتشوستس، بالإضافة إلى درجة الماجستير في الدراسات المتحفية والنظرية النقدية من برنامج الدراسات المستقلة في متحف الفن المعاصر في برشلونة.

## المعارض
تشمل معارضها الفردية الأخيرة والقادمة معرض "بدلاً مما كان" في بورتكوس، فرانكفورت، ومعرضًا فرديًا في مركز ويت دي ويت للفنون المعاصرة في روتردام، إضافة إلى معارض في باور بلانت للفنون المعاصرة ومتحف الفنون المعاصرة في سانت لويس. كما شاركت في معارض جماعية مهمة مثل الدورة الثانية والثلاثين من بينالي ساو باولو، الدورة الثانية عشرة من بينالي غوانغجو، بينالي الشارقة الرابع عشر، بينالي لاهور الثاني، ومعرض "مسرح العمليات: حروب الخليج 1991-2001" في متحف مويما بي أس 1.
في سويسرا، عُرضت أعمالها الثلاثة الجديدة لأول مرة من 11 فبراير حتى مايو 2022 في قاعة كونستاله بازل، حيث قامت بتركيب زجاجات ماء مختلفة ووجدت أحزمة نسيجية في المكان. كما شاركت عالية فريد في بينالي ويتني 2022 بعنوان "هادئ كما هو محفوظ"، الذي أعده العارضان أدريان إدواردز وديفيد بريسلين.